# نوكليريا رقيقة
نوكليريا رقيقة (الاسم العلمي:Nuclearia delicatula) هي نوع من الطلائعيات تتبع جنس النوكليريا من فصيلة النوكليرية.